# Amphipsocidae
Amphipsocidae — семейство сеноедов из подотряда Psocomorpha. В семействе описано около 170 видов, 2 из которых распространены в Европе.

## Описание
Усики 13-сегментные. Второй сегмент нижнегубных щупиков увеличенный, треугольной формы. Вершина лацинии широкая, плоская или суженная, двухзубая. Крылья нормально развиты у обоих полов или редуцированы у самки. pt узкая, без явственного заднего угла или расширена дорсально, иногда с рудиментарной поперечной r1—rs; RS и M передних крыльев срастаются на некотором протяжении или соединяются в одной точке. RS и M задних крыльев срастаются на некотором протяжении, иногда полимеризованные. Ячейка ap крупная, обычно свободная, реже соединена с M. Опушение крыльев густое, волоски длинные, торчащие, опушение жилок многорядное, кроме CuP, опушенной одним рядом волоском. Опушение большинства жилок передних крыльев двух- или трёхрядное. Жилки RS, M и CuA задних крыльев опушены одним рядом волосков. Жилки задних крыльев, кроме RS, без волосков Формула лапок имаго 2-2-2, коготки без зубца, с расширенной пульвиллой и без щетинок. Парапрокты с двойной краевой щетинкой или без неё. Гипандрий самца с генитальной пластинкой пластинкой самки простые, в виде створки. Яйцеклад образован вентральной и дорсальной створками, наружные створки редуцированы.

## Экология
Большинство видов живёт на листьях, яйцекладки покрыты паутиной.